# Asiceratinops
Asiceratinops là một chi nhện trong họ Linyphiidae.